# Зейд аль-Хайр
Абу Макнаф Зейд ибн Мухальхиль ат-Таййи ан-Набхани (араб. أبو مكنف زيد بن مهلهل الطائي النبهاني‎; ум. 631 или 632 г., Аравия) — сподвижник пророка Мухаммеда. Родом из племени тайй, проживавшего в северной части Неджда. Он первоначально был известен как Зейд аль-Хайль (араб. زيد الخيل‎ — «Зейд коня», ссылка на его рыцарство), но после того, как он стал мусульманином, пророк Мухаммед переименовал его Зейд аль-Хайра (араб. ﺯﻳﺪ ﺍﻟﺨﻴﻞ‎ — «Зейд добра» или «щедрости»).

## Биография
Узнав о пророке Мухаммеде, Зейд задался вопросами и решил поехать в Медину и встретиться с ним, во главе делегации своего племени, куда входили Зурр ибн Судус, Малик ибн Джубайр, Аамира ибн Дувайн и другие влиятельные представители племени тайй. Когда они достигли Медины, они вошли в Мечеть Пророка, в то время когда пророк Мухаммед обращался к собравшимся. Зейд и его делегация были поражены вниманием мусульман и влиянием его слов на них. Мухаммед сказал: «Я лучше для вас, чем аль-Узза и всё, чему вы поклоняетесь. Я лучше для тебя, чем чёрный верблюд, которому ты поклоняешься кроме Бога».
Часть делегации Зейда отреагировала положительно и приняла ислам. Зурр ибн Судус отказался принимать ислам и уехал из Медины в Левант, где обрил голову и принял христианскую веру. Когда Мухаммед закончил говорить, Зейд встал и сказал: «О Мухаммед, я свидетельствую, что нет божества, кроме Аллаха, и что ты посланник Аллаха».
Мухаммед подошел к нему и спросил, кто он, на что Зейд ответил: «Я Зейд аль-Хайл, сын Мухальхиля». «Отныне вы — Зейд аль-Хайр, а не Зейд аль-Хайль», — сказал Мухаммед.
Пророк Мухаммед сказал о нём: «Из всех арабов, о достоинстве которых я слышал, после встречи с ним я обнаруживал, что это преувеличение, за исключением Зейда, у которого я нашёл больше (достоинств), чем слышал о нём»
Во время этого визита в Медину все, кто остался с Зейдом, стали мусульманами.
Едва Зейд покинул Медину, его настигла лихорадка. Он сказал своим спутникам: «Во времени джахилии мы совершили много глупостей, но теперь, клянусь Аллахом, я не подниму руки против мусульманина до самой встречи со Всемогущим Аллахом». Он пытался вернуться домой несмотря на свою болезнь, надеясь вернуться к своим людям, чтобы они могли принять от него ислам. Он изо всех сил пытался преодолеть лихорадку, но умер, прежде чем достигнуть Неджда.
У Зейда был сын Макнаф, который участвовал в войнах вероотступничества вместе с Халидом ибн аль-Валидом